# Xiu Xiu

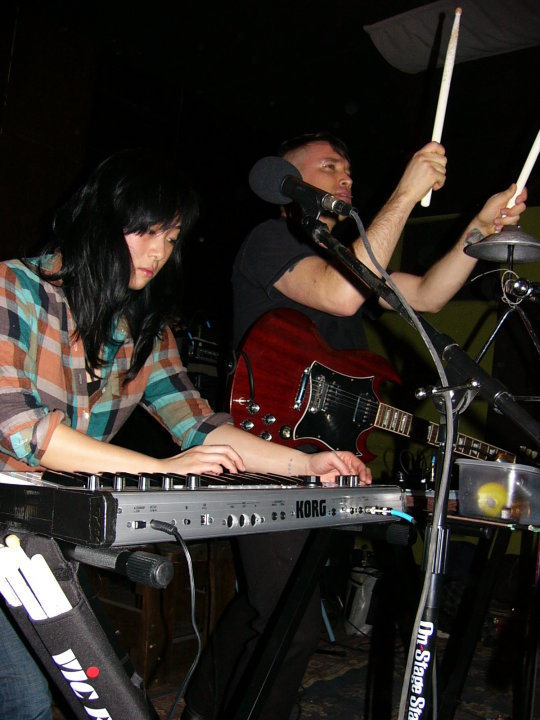
Xiu Xiu (2010)

Xiu Xiu [ʃuː ʃuː] ist eine aus San José (USA) stammende alternative Independent-Rock-Band, deren Begründer und einziges ständiges Mitglied Jamie Stewart ist. Seit 2009 ist Angela Seo ebenfalls ununterbrochen Mitglied der Band, die im Jahre 1999 aus der Gruppe Ten in the Swear Jar hervorging, von der Cory McCulloch ebenfalls ein Teil war, und die von 2002 bis 2009 ein Mitglied von Xiu Xiu war. Caralee McElroy war ebenfalls ein langjähriges Mitglied der Band (von 2004 bis 2009). Die Musik von Xiu Xiu wird zumeist als autobiografisch und theatralisch beschrieben – mit starken Einflüssen aus moderner klassischer oder improvisierter Musik, Britpop und Post-Punk (insbesondere Joy Division).

## Diskografie

### Alben
- 2002: Knife Play
- 2003: A Promise
- 2004: Fabulous Muscles
- 2005: Life and Live (live album)
- 2005: La Forêt
- 2006: The Air Force
- 2007: Remixed & Covered
- 2008: Women As Lovers
- 2010: Dear God, I Hate Myself
- 2012: Always
- 2013: Nina
- 2014: Angel Guts: Red Classroom
- 2016: Plays the Music of Twin Peaks
- 2017: Forget
- 2019: Girl with Basket of Fruit
- 2021: Oh No
- 2023: Ignore Grief
- 2024: 13" Frank Beltrame Italian Stiletto with Bison Horn Grips

### Singles
- 2002: Chapel of the Chimes
- 2003: Fag Patrol
- 2004: Split 7" + This Song Is a Mess but So Am I
- 2004: Split 7" + Bunkbed
- 2007: Tu Mi Piaci
- 2023: Maybae Baeby